# تلمبه عمیق چاه گله
تلمبه عمیق چاه گله یک منطقهٔ مسکونی در ایران است که در دهستان شریف‌آباد (سیرجان) واقع شده‌است. تلمبه عمیق چاه گله ۲۵ نفر جمعیت دارد.